# Tipula (Lunatipula) bernardinensis
Tipula (Lunatipula) bernardinensis is een tweevleugelige uit de familie langpootmuggen (Tipulidae). De soort komt voor in het Nearctisch gebied.